# Palestrina – Fürst der Musik
Palestrina – Fürst der Musik (Originaltitel: Palestrina princeps musicae) ist ein Musikfilm des deutschen Filmemachers Georg Brintrup aus dem Jahr 2009. Der Film erzählt das Leben des berühmtesten italienischen Komponisten der Renaissance anhand fiktiver Interviews seiner Zeitgenossen und mit seiner Musik.

## Handlung
Der Film präsentiert einen Künstler der alles erreicht hat und es sich leistet, mit überhöhten Gagenforderungen die Angebote der Mächtigen der Welt auszuschlagen. Er will bleiben, wo er Schutz und größte künstlerische Unabhängigkeit genießt, und das ausgerechnet in Diensten der Römisch-katholischen Kirche. Dies gelingt ihm, weil er den Dämon, der ihn plagte, zu zähmen versteht: den Dämon der künstlerischen Freiheit. Um ihn in Schach zu halten, hat er eine mächtige Waffe geschmiedet, seine Musik, und die Kirche glaubt, dass dies in ihrem Sinne geschehe. Die Leute strömen herbei, um seine Musik zu hören, was der Gegenreformation möglicherweise mehr in die Hände spielt als alles andere sonst. Dabei scheint Giovanni Pierluigi da Palestrina (ca. 1526–1594) nur auszuführen, was man in Rom von ihm verlangt: so zu komponieren, dass das Wort der Kirche verständlich sei. Er hat jedoch experimentiert und begriffen: „The medium is the message“. Es ist der Klang, der die Menschen begeistert, und nicht das Wort, dem die Musik alleine dienen möge. Eine Erkenntnis, die die Musik des Abendlandes so nachhaltig beeinflussen wird, wie keine andere sonst, und die es Palestrina ermöglicht so zu komponieren, wie es ihn drängt.
Auf dem Höhepunkt seiner Kunst angekommen rafft die Pest Palestrinas Familie dahin. Er entschließt sich, in den geistlichen Stand zu treten. Als er schon die Tonsur erhält, nimmt er Reißaus und landet in den Armen einer reichen Witwe. Plötzlich hat er das Geld, um seine Werke, die bislang der Kirche gehören, zu veröffentlichen und damit für die Nachwelt zu erhalten. Es ist die Musik, die wir heute von ihm kennen.
Die Begebenheit sorgt für Wirbel, für Klatsch und Tratsch. Was ist nur in den guten Mann gefahren? Was wir uns heute denken können, war den Zeitgenossen weniger erklärlich. So wird die Frage Ausgangspunkt für einen Film, der die Ereignisse aufrollt, die sich Ende des 16. Jahrhunderts im immer größer werdenden Spannungsfeld zwischen der geistlichen und weltlichen Sphäre in Europa abspielen – ein Spannungsfeld, in dem wir uns wieder befinden.

## Hintergrund
Der Film arbeitet dramaturgisch auf zwei miteinander verflochtenen zeitlichen Ebenen, Renaissance und Gegenwart. Protagonisten der Gegenwart sind ein Chor und sein Leiter, Flavio Colusso, die sich – und damit dem Zuschauer – das Werk Palestrinas erschließen, so wie es damals aufgeführt wurde: in kleiner Besetzung, mit Männer- und Knaben- statt mit Frauenstimmen. Der Chor ist eigens aus Mitgliedern bekannter römischer Madrigal-Chöre für den Film zusammengestellt, Chöre, die schon Palestrina vor 450 Jahren leitete.
Die Ebene der Renaissance wird bewusst von Klatsch und Tratsch – natürlich hart entlang der Fakten – bestimmt. Als hätte damals jemand eine Kamera dabei gehabt, werden im Renaissance-Ambiente Geistliche, Musiker, Fürsten, Sänger und Juristen interviewt, um dem plötzlichen Sinneswandels Palestrinas auf die Spur zu kommen – ein dezent ironisches Spiel mit dem Genre Dokumentarfilm. Stück für Stück setzt sich so das Puzzle zusammen, und die beiden Ebenen ergänzen sich zu einem Gesamt-Bild des Musikers in seiner Zeit, decken seine Aktualität auf und machen das Unvergängliche seiner Musik spürbar.
Der Regisseur Georg Brintrup bewegt sich im Grenzbereich von Inszenierung, Dokumentation und Essay. Dramaturgisch schlägt das Pendel hier in Richtung Dokumentation.

## Musik
Der Soundtrack enthält die folgenden 15 Musikkompositionen von Giovanni Pierluigi da Palestrina:
1. Nun
2. Ecce sacerdos – Kyrie und Christe
3. S'il dissi mai
4. Io son ferito
5. Ecce sacerdos – Agnus
6. Aleph I und II
7. Heth
8. Missa Brevis – Gloria und qui tollis
9. Missa Utremifasola – Agnus
10. Missa Papae Marcelli – Kyrie und Credo
11. La ver aurora
12. O refrigerio acceso
13. Ioth
14. Super flumina Babylonis
15. Sicut cervus I und II

Weiter kommen im Film folgende Musikstücke vor:
- Costanzo Festa – Ogni loco m'atrista
- Jacques Arcadelt – Dormendo un giorno

Als Interpreten sind zu hören:
- Ensemble Seicentonovecento
- Cappella Musicale di San Giacomo
- Coro di Voci bianche J.J. Winckelmann unter der Leitung von Flavio Colusso
- Leitung des Kinderchors Donatella Casa

Sänger:
- Antonio Giovannini: Altstimme
- Jean Nirouët:  Altstimme
- Maurizio Dalena: Tenor
- Raimundo Pereira:  Tenor
- Luigi Petroni:  Tenor
- Aurio Tomicich: Bass
- Andrea Damiani: Laute
- Andrea Coen: Orgel / Flöte
- Elisabetta Di Filippo: Tamburin
- Radu Marian: Sopranist

## Veröffentlichung
Der Film wurde am 11. November 2009 im Auditorium Parco della Musica in Rom uraufgeführt und am 15. März 2010 zum ersten Mal auf Arte ausgestrahlt. Im Anschluss lief der Film auf internationalen Festivals wie dem Prix International du Documentaire e du Reportage Mediterraneen, dem International Television Festival ECO, dem AsoloArtFilmfestival, dem Golden Prague International Television Festival, dem L’Aquila international filmfestival, dem Festival international du film sur l'art, in Montreal u. a. Er wurde dann in der italienischen (RAI) und im schwedischen (SVT) ausgestrahlt.